# Megascolides australis
Megascolides australis, englisch Giant Gippsland earthworm, ist eine Art der Wenigborster (Oligochaeta) aus Australien, die zur Familie der Megascolecidae gehört. Er wurde 1878 von Frederick McCoy in Gippsland im Bundesstaat Victoria entdeckt. Der Wurm erreicht eine Länge von 80 cm bis 3 m.

## Verbreitung
Die Art lebt endemisch im Gebiet des Bass River (Victoria) im Süden von Gippsland. Das nur rund 40.000 Hektar große Verbreitungsgebiet bildet ein Dreieck zwischen den Ortschaften Loch, Korumburra und Warragul. Die Würmer werden nur selten an der Erdoberfläche gesichtet. Sie leben an feuchten Stellen im Umkreis von 40 m um die Flussufer, speziell der kleineren Nebenflüsse des Bass River. Stellenweise kommen sie recht häufig vor, es wurden bis zu zehn Individuen pro Kubikmeter Erde beobachtet.

## Lebensweise
Die Würmer ernähren sich im Erdreich von Wurzeln und Pflanzenresten. Sie ziehen sich bei Gefahr in ihre Bauten zurück, die sich 1 bis 1,5 Meter in die Tiefe erstrecken. Bewohnte Bauten werden stets feucht gehalten. Die Anwesenheit der Würmer erkennt man auch an dem gurgelnden Geräusch, das entsteht, wenn sie sich in ihren Bau zurückziehen. Oft klopfen die Wissenschaftler mit einem Spaten auf den Boden und können dadurch feststellen, ob Geräusche das Vorhandensein von Würmern verraten. Megascolides australis ist ein langlebiger Wurm mit relativ langsamen Generationswechseln. Bisherige Forschungen legen nahe, dass er fünf Jahre bis zur Geschlechtsreife braucht. Die Anpassung an eine Veränderung der Umweltbedingungen kann daher nicht immer rasch genug erfolgen.

## Fortpflanzung
Als Vertreter der Gürtelwürmer (Clitellata) besitzt die Art ein Clitellum, eine drüsige Epidermisbildung, die für die Fortpflanzung von Bedeutung ist. Auch die Geschlechtsorgane befinden sich innerhalb des Clitellums, das bei Megascolides australis zwischen Frühling und Sommer besonders anschwillt. Die Würmer sind Zwitter, brauchen jedoch zur Fortpflanzung einen Partner. Die 5 bis 9 cm großen bernsteinfarbigen Eikokons werden in Seitenkammern abgelegt, die durchschnittlich 22 cm unter der Erdoberfläche von den Bauten der adulten Tiere abzweigen. Aus jedem Kokon entwickelt sich nach etwa 12 Monaten nur ein einziger Wurm.

## Gefährdung
Die Art wird von der IUCN mit dem Status stark gefährdet („endangered“) eingestuft. Aufgrund der Umwandlung von Wäldern durch Rodung und Bodenentwässerung in landwirtschaftliche Nutzflächen, der Verschmutzung der Lebensräume mit Chemikalien aus Pestiziden und Herbiziden sowie der niedrigen Reproduktionsraten wird eine weitere Abnahme der Population von Megascolides australis angenommen.